# Tristan Tzara
Tristan Tzara (født Samuel "Samy" Rosenstock 16. april 1896, død 25. december 1963) var en rumænskfødt poet og essayist. Tzara boede i Frankrig størstedelen af sit liv og er kendt som en af grundlæggerne af dada-bevægelsen i Zürich i 1916.